# Ризе-Артвин

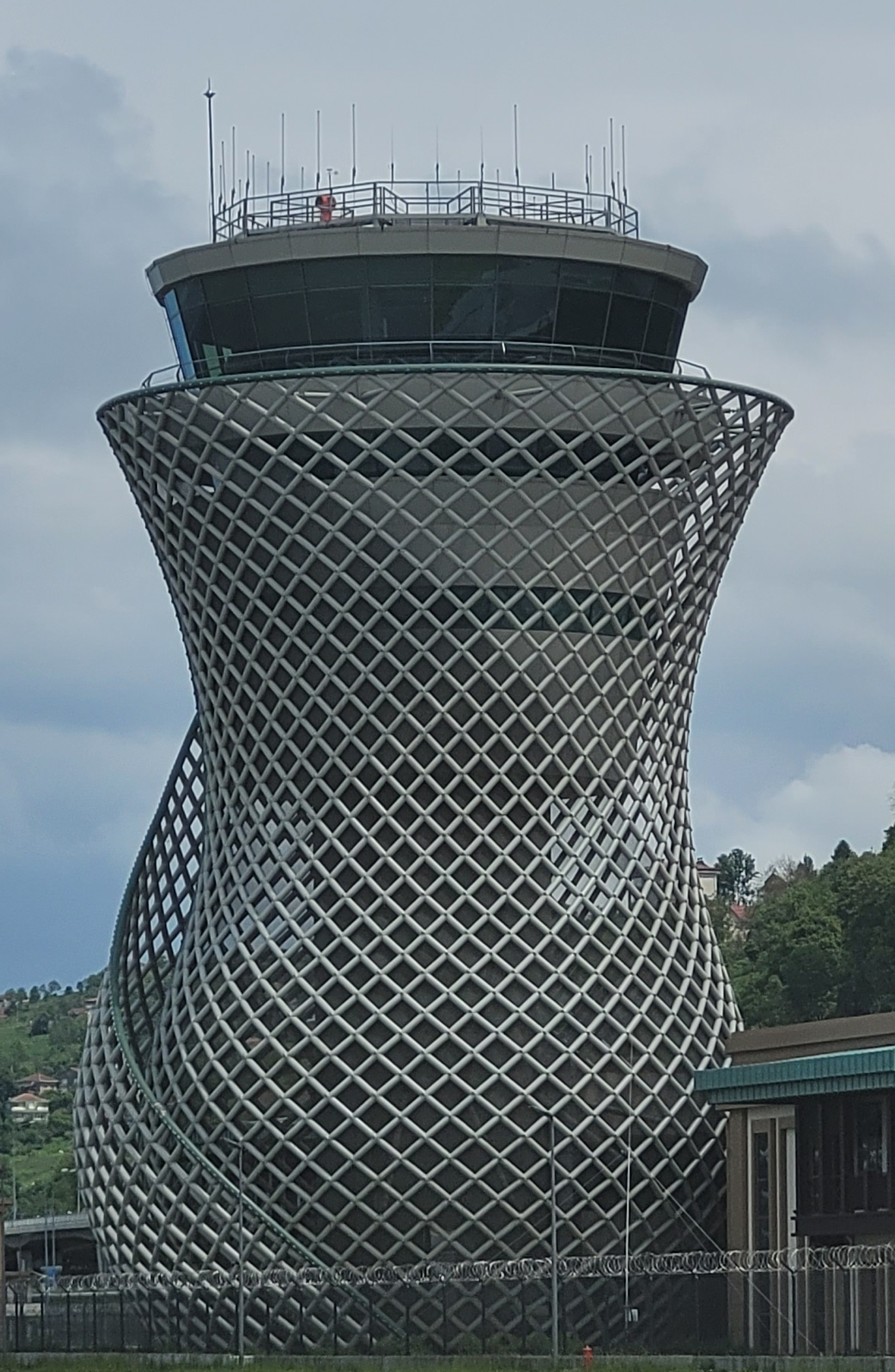

Аэропорт Ризе-Артвин (тур. Rize-Artvin Havalimanı) — международный аэропорт, обслуживающий города Ризе и Артвин (столицы одноименных провинций).

## История
Аэропорт расположен на побережье Черного моря у деревни Ешилькёй в районе Пазар провинции Ризе, в 34 км к востоку от города Ризе и около 75 км к западу от города Артвин.
Построен на грунте, полученном путем заполнения части побережья Черного моря камнями, доставленными из близлежащих карьеров в Мердивенли, Хисарлы, Канлымезра и Кузейдже. Чтобы заполнить море глубиной 30 м, требуется не менее 85 миллионов тонн породы.
Здание аэропорта занимает площадь 4500 м2, а параллельная берегу моря взлетно-посадочная полоса имеет длину 3 000 м и ширину 45 м.
Строительные работы начались с закладки фундамента в 2017 году. Ризе-Артвин стал вторым аэропортом в Турции построенным на искусственной насыпи (первым был аэропорт Орду-Гиресун). Ожидается, что аэропорт будет обслуживать около двух миллионов пассажиров ежегодно. Стоимость проекта составила 4,4 миллиарда лир.
Открытие состоялось 14 мая 2022 года с участием президента Турции Реджепа Тайипа Эрдогана и президента Азербайджана Ильхама Алиева. В тот же день был выполнен первый рейс авиакомпанией Turkish Airlines.

## Авиакомпании и направления
| Авиакомпания     | Направления                         |
| ---------------- | ----------------------------------- |
| AJet             | Анкара, Стамбул — им. Сабихи Гёкчен |
| Turkish Airlines | Стамбул                             |